# Viaduc de Jannello
Le viaduc de Jannello (en italien viadotto Jannello) est un pont mixte acier-béton autoroutier de l'A2 situé à proximité de Laino Borgo, en Calabre (Italie).

## Histoire
Le viaduc d'origine, conçu entre 1967 et 1974 par l'Ingénieur Cestelli Guidi, se composait de 11 travées en béton précontraint, soutenues par dix piles rectangulaires à caissons d'une longueur de 17,6 m et d'une largeur variable de 5 m à 7 m par rapport à leur hauteur, variable entre 18 et 130 m ; la dimension transversale des piles permettait de porter les deux chaussées. Afin d'augmenter la portée des travées jusqu'à un maximum de 60,8 m, en maintenant toujours la longueur des poutres en béton à une valeur de 42 m, le sommet des pieux entre les P4 et P9 abritait un « chapiteau », avec surplomb de 5 m de la largeur de la pile, sur lequel reposaient les poutres. La longueur des travées se composent comme suit : 41,5 m, 46,97 m, 47,2 m, 53,83 m, 5 × 60,8 m, 60,6 m, 53,86 m, 49,6 m.
Le pont a été reconstruit entre 2014 et 2017 (dans le cadre de la rénovation de l'autoroute A3, renommé dorénavant A2 Autostrada del Mediterraneo) par la construction de poutres en acier placées au-dessus de l'ancien tablier, ce qui a permis d'élargir le pont à 12,60 m, contre seulement 8,5 m d'origine, avec une voie de sécurité (chaussée de 11,20 m et bordures latérales de 0,70 m), ainsi qu'un réalignement du tracé par le percement d'un nouveau tunnel de 2,3 km à l'extrémité sud. 
L'assemblage du tablier a été mis en œuvre par la société Cimolai. Les poutres en béton les plus anciennes ont été implosées en toute sécurité après la mise en place du nouveau tablier métallique. En environ trois mois, la chaussée sud a été achevée (début du montage de la structure métallique le 15 mai 2015 ; test statique et ouverture à la circulation le 6 août 2015) suivie par la chaussée nord (début de montage de la structure métallique en mars 2016 ; essais statiques et ouverture au trafic début juin 2016), pour une ouverture complète du trafic six mois à l'avance officiellement prévue.
Situé au km 153 + 400, le pont prend place entre la sortie d'autoroute de Laino Borgo et le tunnel de Jannello à l'extrémité sud, qui débouche 2,3 km plus loin sur le viadotto Italia, le second pont le plus haut d'Europe.